# Conferência Episcopal Regional Chinesa de Taiwan
A Conferência Episcopal Regional Chinesa é a conferência episcopal de Taiwan e é o órgão mais alto da Igreja Católica Romana na Grande China. Católicos nas jurisdições independentes de Hong Kong, Macau e Mongólia estão representados na Federação das Conferências Episcopais da Ásia, e não na Conferência Episcopal Regional Chinesa.

## História
Quando o arcebispo Paul Yü, de Nanking, participou do Concílio Vaticano II em 1965, o Papa João XXIII propôs o desenvolvimento da Igreja Católica Chinesa em Taiwan devido à situação da Igreja na China Continental. Parte desse desenvolvimento seria restabelecer escolas católicas, como a Universidade Católica de Pequim, em Taiwan, além de criar uma conferência episcopal chinesa. Portanto, a Conferência Episcopal Católica Chinesa (天主教 中國 主教 團) foi estabelecida em 1967 e serviria como a conferência nacional dos bispos para todos os territórios reivindicados pelo Governo da República da China. Em 1973, bispos de Taiwan, Hong Kong, Macau, Japão, Coréia, Vietnã e Filipinas se reuniram na Universidade Católica Fu Jen para a reunião inaugural da Federação das Conferências Episcopais da Ásia. Em 1998, a conferência adotou seu nome atual para refletir a situação geopolítica e continua sendo a única conferência episcopal chinesa sancionada pelo Vaticano.

## Estrutura organizacional
A conferência é liderada por um presidente, vice-presidente e secretário-geral. O Secretariado, a unidade administrativa mais alta, contém as 10 comissões a seguir:
- Apostolado aborígine
- Clero
  - Subcomissão de Formação Permanente de Sacerdotes
  - Subcomissão de Educação dos Seminários
- Doutrina da Fé e Instrução Catequética
  - Subcomissão de Apostolado da Bíblia
    - Federação Católica Chinesa para o Apostolado da Bíblia

  - Subcomissão de Pesquisa em Catequese
  - Subcomissão de Pesquisa Teológica
  - Equipe de Serviço de Renovação Carismática Católica
- Educação e Cultura
- Evangelização
  - Subcomissão de Família
  - Subcomissão dos Leigos
  - Subcomissão Juventude
- Diálogo Inter-religioso e Cooperação Ecumênica
  - Promovendo a Unidade Cristã
- Pastoral dos Migrantes e Itinerantes
- Pastoral - Assistência Médica
- Liturgia Sagrada
- Desenvolvimento Social (Justiça e Paz)

## Lista de Membros
Presidente: Reverendo Thomas Chung ( 鍾 安 住 ), Arcebispo de Taipei Vice-Presidente: Reverendo Peter Liu ( 劉振忠 ), Bispo de Kaohsiung
- Reverendo Philip Huang (黃兆明), Bispo de Hualien
- Reverendo John Baptist Tseng (曾 建 次), Bispo Auxiliar de Hualien
- Reverendo John Lee (李克 勉), Bispo de Hsinchu
- Reverendo Martin Su ( 蘇耀文 ), Bispo de Taichung
- Reverendo Bosco Lin (林吉 男), Bispo de Tainan
- Reverendo John Hung, SVD ( 洪山川 ), Arcebispo Emérito de Taipei
- Reverendo Joseph Ti (狄 剛), Arcebispo Emérito de Taipei
- Reverendo Joseph Cheng ( 鄭 再 發 ), Arcebispo Emérito de Taipei
- Reverendo Luke Liu (劉獻堂), Bispo Emérito de Hsinchu
- Reverendo James Liu (劉丹桂), Bispo Emérito de Hsinchu

Nota: O arcebispo de Taipei também supervisiona a Administração Apostólica de Kinma desde 1968.